# Alimi Ballard
Alimi Ballard (New York, 17 ottobre 1977) è un attore statunitense.
Interpreta il ruolo di David Sinclair, agente FBI nella serie televisiva Numb3rs. Inoltre ha interpretato la parte di Albert nella serie tv Sabrina, vita da strega e Herbal nella serie tv Dark Angel.

## Filmografia

### Cinema
- Deep Impact, regia di Mimi Leder (1998)
- Men of Honor - L'onore degli uomini (Men of Honor), regia di George Tillman Jr. (2000)
- Automatic, regia di William Fort (2001)
- Three Days of Rain, regia di Michael Meredith (2002)
- Studio City, regia di Tom Verica – cortometraggio (2003)
- Black Cloud, regia di Rick Schroder (2004)
- Fast & Furious 5 (Fast Five), regia di Justin Lin (2011)
- The Insomniac, regia di Monty Miranda (2013)

### Televisione
- Quando si ama (Loving) – serie TV (1993-1995)
- New York Undercover – serie TV, episodio 1x14 (1995)
- The City – serie TV (1995-1996)
- Sabrina, vita da strega (Sabrina, the Teenage Witch) – serie TV, 26 episodi (1996)
- Arsenio – serie TV, 6 episodi (1997)
- Malcolm & Eddie – serie TV, episodio 3x19 (1999)
- Little Richard, regia di Robert Townsend (2000) – film TV
- Dark Angel – serie TV, 21 episodi (2000–2001)
- Nash Bridges – serie TV, episodio 5x13 (2000)
- N.Y.P.D. – serie TV, episodio 7x18 (2000)
- The Division – serie TV, episodio 2x14 (2002)
- Philly – serie TV, episodio 1x13 (2002)
- Boomtown – serie TV, episodio 2x05 (2003)
- She Spies – serie TV, episodio 1x20 (2003)
- Numb3rs – serie TV, 114 episodi (2005-2010)
- The Super Hero Squad Show – serie TV, 32 episodi (2009-2011)
- NCIS - Unità anticrimine – serie TV, episodi 8x21-8x23-8x24 (2011)
- Black and White – serie TV (2012)
- Drop Dead Diva – serie TV, episodio 4x04 (2012)
- Hollywood Heights - Vita da popstar – serie TV, episodi 1x76-1x79-1x80 (2012)
- In Plain Sight - Protezione testimoni ("In Plain Sight" Reservations, I've Got a Few) – serie TV, episodio 5x03 (2012)
- Rizzoli & Isles – serie TV, episodio 3x01 (2012)
- Bones – serie TV, episodio 8x24 (2013)
- Melissa & Joey – serie TV, episodio 3x03 (2013)
- CSI - Scena del crimine (CSI: Crime Scene Investigation) – serie TV, 14 episodi (2013-2015)
- Castle – serie TV, episodio 7x11 (2015)
- The Catch – serie TV, 8 episodi (2016)
- Elementary - serie TV, episodio 6x02 (2018)
- The Resident - serie TV, episodio 3x03 (2019)
- Doom Patrol - serie TV, episodio 1x06 (2019)
- S.W.A.T - serie TV, episodio 2x15 (2019)
- Uno di noi sta mentendo (One of Us Is Lying) - serie TV, 14 episodi (2021-in corso)

## Doppiatori italiani
Nelle versioni in italiano delle opere in cui ha recitato, Alimi Ballard è stato doppiato da:
- Fabrizio Vidale in Dark Angel, Animal Kingdom
- Riccardo Scarafoni in Scorpion, Criminal Minds
- Corrado Conforti in Numb3rs
- Davide Marzi in NCIS: Los Angeles
- Nanni Baldini in NCIS - Unità anticrimine
- Gianluca Tusco in CSI - Scena del crimine
- Enrico Chirico in Castle
- Alessandro Messina in The Catch
- Francesco De Francesco in The Resident
- Francesco Cavuoto in Regina del sud
- Guido Di Naccio in All Rise
- Alberto Angrisano in Uno di noi sta mentendo
- Alberto Bognanni in The Good Doctor
- Davide Albano in The Rookie

Da doppiatore è stato sostituito da:
- Luigi Morville in The Super Hero Squad Show